# جوردن هيوز
جوردن هيوز (23 أبريل 1984 بفيكتوريا في كندا - ) هو لاعب كرة قدم كندي في مركز الهجوم. لعب مع تشارلستون بيتري وVictoria Highlanders FC ‏.

## وصلات خارجية
- جوردن هيوز على موقع قاعدة بيانات كرة القدم.إي يو (الإنجليزية)